# مناورات السيف المشحوذ
مناورات السيف المشحوذ أو (بالإنجليزية: Keen Sword Maneuvers)‏ هي مناورات عسكرية مشتركة تقام في اليابان بين كل من الولايات المتحدة الأمريكية واليابان.

## المناورات المنفذة

### السيف المشحوذ 2010
جرت فعاليات المناورة في الفترة من 3 إلى 10 ديسمبر 2010 في الذكرى الخمسين للتحالف الأميركي الياباني, وذلك على خلفية التوتر في شبه الجزيرة الكورية.
شارك في المناورة حوالى 34 الف عنصر من قوات الدفاع الذاتي (اسم الجيش الياباني) و40 سفينة حربية و250 طائرة من الجانب الياباني، وعشرة آلاف جندي و20 سفينة حربية و150 طائرة من الجانب الأمريكي.
وجرت المناورة بشكل أساسي حول جزر شيكوكو وكيوشو وأوكيناوا اليابانية على بعد مئات الكيلومترات من شبه الجزيرة الكورية. وشملت تدريبات ضد الطيران والصواريخ وحماية القواعد والدعم الجوي ومناورات بالذخيرة الحية والدفاع البحري وعمليات البحث والإنقاذ.
ودعت الولايات المتحدة واليابان للمرة الأولى ضباطا من من كوريا الجنوبية للمشاركة في المناورة لإظهار التضامن بين الدول الثلاث ضد مواقف كوريا الشمالية.